# Rhyncholagena spinifer
Rhyncholagena spinifer är en kräftdjursart som beskrevs av Jakobi 1959. Rhyncholagena spinifer ingår i släktet Rhyncholagena och familjen Diosaccidae. Inga underarter finns listade i Catalogue of Life.